# Коста-Рика на літніх Олімпійських іграх 2016
Коста-Рика на літніх Олімпійських іграх 2016 була представлена 11 спортсменами в 6 видах спорту. Жодної медалі олімпійці Коста-Рики не завоювали.

## Спортсмени
| Дисципліна     | Чоловіки | Жінки | Разом |
| -------------- | -------- | ----- | ----- |
| Легка атлетика | 2        | 1     | 3     |
| Велоспорт      | 2        | 1     | 3     |
| Дзюдо          | 1        | 0     | 1     |
| Плавання       | 0        | 1     | 1     |
| Тріатлон       | 1        | 0     | 1     |
| Волейбол       | 2        | 0     | 2     |
| Разом          | 8        | 3     | 11    |

## Легка атлетика
Легенда
- Note – для трекових дисциплін місце вказане лише для забігу, в якому взяв участь спортсмен
- Q = пройшов у наступне коло напряму
- q = пройшов у наступне коло за добором (для трекових дисциплін - найшвидші часи серед тих, хто не пройшов напряму; для технічних дисциплін - увійшов до визначеної кількості фіналістів за місцем якщо напряму пройшло менше спортсменів, ніж визначена кількість)
- NR = Національний рекорд
- N/A = Коло відсутнє у цій дисципліні
- Bye = спортсменові не потрібно змагатися у цьому колі

Трекові і шосейні дисципліни
| Спортсмен     | Дисципліна                            | Попередній забіг | Попередній забіг | Півфінал         | Півфінал         | Фінал            | Фінал            |
| Спортсмен     | Дисципліна                            | Результат        | Місце            | Результат        | Місце            | Результат        | Місце            |
| ------------- | ------------------------------------- | ---------------- | ---------------- | ---------------- | ---------------- | ---------------- | ---------------- |
| Нері Бренес   | біг на 200 метрів (чоловіки)          | 20.20            | 1 Q              | 20.33            | 6                | Завершив виступ  | Завершив виступ  |
| Нері Бренес   | біг на 400 метрів (чоловіки)          | 45.53            | 2 Q              | 45.02            | 6                | Завершив виступ  | Завершив виступ  |
| Шаролін Скотт | біг на 400 метрів з бар'єрами (жінки) | 58.27            | 7                | Завершила виступ | Завершила виступ | Завершила виступ | Завершила виступ |

Технічні дисципліни
| Спортсмен      | Дисципліна                | Кваліфікація       | Кваліфікація | Фінал              | Фінал           |
| Спортсмен      | Дисципліна                | Результат у метрах | Місце        | Результат у метрах | Місце           |
| -------------- | ------------------------- | ------------------ | ------------ | ------------------ | --------------- |
| Роберто Сойєрс | метання молота (чоловіки) | 70.08              | 24           | Завершив виступ    | Завершив виступ |

## Велоспорт

### Шосе
| Спортсмен     | Дисципліна                       | Час           | Місце         |
| ------------- | -------------------------------- | ------------- | ------------- |
| Андрей Амадор | Групова шосейна гонка (чоловіки) | 6:30:05       | 54            |
| Мілагро Мена  | групова шосейна гонка (жінки)    | Не фінішувала | Не фінішувала |

### Маунтінбайк
| Спортсмен      | Дисципліна             | Час     | Місце |
| -------------- | ---------------------- | ------- | ----- |
| Андрей Фонсека | маунтінбайк (чоловіки) | 1:44:54 | 33    |

## Дзюдо
| Спортсмен        | Категорія           | 1/32 фіналу        | 1/16 фіналу         | 1/8 фіналу         | Чвертьфінали       | Півфінали          | Втішний поєдинок   | Фінал / БМ         | Фінал / БМ      |
| Спортсмен        | Категорія           | Суперник Результат | Суперник Результат  | Суперник Результат | Суперник Результат | Суперник Результат | Суперник Результат | Суперник Результат | Місце           |
| ---------------- | ------------------- | ------------------ | ------------------- | ------------------ | ------------------ | ------------------ | ------------------ | ------------------ | --------------- |
| Мігель Моурільйо | до 73 кг (чоловіки) | Bye                | Оно (JPN) L 000–100 | Завершив виступ    | Завершив виступ    | Завершив виступ    | Завершив виступ    | Завершив виступ    | Завершив виступ |

## Плавання
| Спортсмен | Дисципліна                    | Попередній заплив | Попередній заплив | Півфінал         | Півфінал         | Фінал            | Фінал            |
| Спортсмен | Дисципліна                    | Час               | Місце             | Час              | Місце            | Час              | Місце            |
| --------- | ----------------------------- | ----------------- | ----------------- | ---------------- | ---------------- | ---------------- | ---------------- |
| Марі Меса | 100 метрів батерфляєм (жінки) | 1:02.01           | 36                | Завершила виступ | Завершила виступ | Завершила виступ | Завершила виступ |

## Тріатлон
| Спортсмен      | Дисципліна | Плавання, 1,5 км | Перехід 1 | Велосипед, 40 км | Перехід 2 | Біг, 10 км | Загалом Time | Місце |
| -------------- | ---------- | ---------------- | --------- | ---------------- | --------- | ---------- | ------------ | ----- |
| Леонардо Чакон | чоловіки   | 18:11            | 0:48      | 55:43            | 0:38      | 33:46      | 1:49.06      | 30    |

## Волейбол

### Пляжний
| Спортсмен                  | Дисципліна | Груповий етап | Місце | 1/8 фіналу         | Чвертьфінали       | Півфінали          | Фінал / БМ         | Фінал / БМ      |
| Спортсмен                  | Дисципліна | Суперник Результат | Місце | Суперник Результат | Суперник Результат | Суперник Результат | Суперник Результат | Місце           |
| -------------------------- | ---------- | --- | ----- | ------------------ | ------------------ | ------------------ | ------------------ | --------------- |
| Nathalia Alfaro Karen Cope | жінки      | Група F Боуден – Кленсі (AUS) L 0 – 2 (15–21, 14–21) Меппелінк – van Iersel (NED) L 0 – 2 (16–21, 16–21) Agudo – Перес (VEN) L 0 – 2 (16–21, 19–21) | 4     | Завершив виступ    | Завершив виступ    | Завершив виступ    | Завершив виступ    | Завершив виступ |